# Josef Jan Šedivý
Josef Jan Šedivý (15. května 1887 Kutná Hora – 15. dubna 1956 Kutná Hora), byl český malíř, ilustrátor, restaurátor a publicista.

## Život
Narodil se v Kutné Hoře do rodiny řezbáře Vojtěcha Šedivého. Vyrůstal v rodině, kde k výtvarnu neměl daleko a talent projevoval již od mládí. Po absolvování základního a středního vzdělání pokračoval v letech 1905-1906 ve studiu v Praze na uměleckoprůmyslové škole u prof. E. Dítěte. V roce 1906 přestoupil na pražskou malířskou akademii a postupně se školil u prof. Bohumíra Roubalíka, Vlaho Bukovace a Maxmiliána Pirnera, kde roku 1911 absolvoval. Během studia roku 1909 vstoupil do Umělecké besedy a v roce 1913 se vrátil do rodné Kutné Hory, kde zůstal po celý svůj život. První světovou válku strávil coby příslušník Rakousko-Uherské armády na ruské a italské frontě. Během vojenské anabáze měl možnost zaznamenával dění na frontě a po návratu čerpal ze svých zážitků z bojů i běžného vojenského života. Po válce využíval hojně pro svá díla motivy hlavně z Kutnohorska, maloval krajinu, ale i portréty a figurální kompozice. Vedle vlastní tvorby restauroval i řadu obrazů v Kutné Hoře, v letech 1926-1927 rozměrné oltářní obrazy v chrámu sv. Barbory a roku 1936 Škrétovu „Pietu“ v kostele sv. Jakuba. Restauroval rovněž několik obrazů ze sbírek Umělecké besedy. Působil také v osvětové činnosti, měl mnoho odborných přednášek o P. Brandlovi, M. Alšovi a F. Jeneweinovi.
Během svého plodného života vystavoval svá díla na členských výstavách Umělecké besedy v Praze a v dalších městech. Malíř zemřel v Kutné Hoře na jaře roku 1956.